# Џиновска кожаста корњача
Џиновска кожаста корњача (лат. Dermochelys coriacea), позната и као лут је гмизавац из реда Testudines. Она може да живи око 150 година. Она је највећа од свих живих корњача и најтежи некрокодилски рептил, који достиже дужину до 1,8 m (5 ft 11 in) и тежину од 500 kg (1.100 lb). То је једина жива врста у роду Dermochelys и породици Dermochelyidae. Лако се може разликовати од других модерних морских корњача по недостатку коштаног оклопа; уместо тога, њен омотач је прекривен масним и флексибилним кожастим ткивом, по чему је и добила име.

## Таксономија и еволуција

### Таксономија
Dermochelys coriacea је једина врста у роду Dermochelys. Род, заузврат, садржи јединог постојећег члана породице Dermochelyidae.
Доменико Агостино Вандели је први пут назвао ову врсту 1761. године као Testudo coriacea по животињи уловљеној код Остије коју је папа Климент XIII поклонио Универзитету у Падови. Године 1816, француски зоолог Анри Бленвил сковао је термин Dermochelys. Кожаста корњача је затим рекласификована као Dermochelys coriacea. Године 1843, зоолог Леополд Фитзингер је ставио род у сопствену породицу, Dermochelyidae. Године 1884, амерички природњак Семјуел Гарман описао је ову врсту као Sphargis coriacea schlegelii. Њих двее су затим уједињене у D. coriacea, са статусом сваке подврсте као D. c. coriacea и D. c. schlegelii. Подврсте су касније означена као неважећи синоними за D. coriacea.
Уобичајена и научна имена корњаче потичу од кожасте текстуре и изгледа њеног карапакса (Dermochelys coriacea се дословно преводи као „кожаста корњача”). Старија имена укључују и „трупна корњача”. Уобичајени називи који укључују „лаута“ и „лут“ пореде седам гребена који се протежу дуж леђа животиње са седам жица на истоименом музичком инструменту. Називе је вероватније изведен из ребрасте полеђине луте која је у облику шкољке.

### Еволуција
Рођаци савремених кожастих корњача су постојали у релативно истом облику од када су прве праве морске корњаче еволуирале пре више од 110 милиона година током периода креде. Дермохелиди су рођаци породице Cheloniidae, која садржи осталих шест постојећих врста морских корњача. Међутим, њихов сестрински таксон је изумрла породица Protostegidae која је укључивала и друге врсте које нису имале тврд оклоп.

## Угроженост
Ова врста је крајње угрожена и у великој опасности од изумирања.

## Опис
Достиже дужину преко 2,5 м и тежину око 900 kg. Предње ноге су снажне, дугачке и широке, у облику пераја прилагођене пливању у мору. Распон предњих пераја одраслих јединки може да достигне 2,7 м. Задње ноге су такође у облику пераја и поред улоге у кретању, пливању женкама служе и за копање рупа у песку у које ће положити јаја. Коштани оклоп је прекривен кожом црне или тамнобраон боје. На леђној страни оклопа налази се седам гребена, док их на доњој страни има пет. Живе у хладнијим водама него било која друга врста корњача. Захваљујући дебелом слоју уља и масти испод коже и мрежи крвних судова успевају да температуру тела одрже знатно вишом него што је у спољашњој средини.

## Размножавање
Јаја су крупна, величине кугле за билијар и једна женка полаже 60 до 100 јаја. После 7 недеља из њих се излегу младунци. Од температуре у гнезду зависиће пол младунаца. На температури од 29,5 °C леже се подједнак број мужјака и женки. Младунци инкубирани на 28,75 °C или нижој температури биће мужјаци, док температура изнад 29,75 °C одређује женски пол.
Младунци су тешки 35-50 g и веома брзо расту тако да за 7-13 година достижу величину одрасле јединке по чему се убрајају међу најбрже растуће рептиле на свету.

## Распрострањење
Ареал врсте Dermochelys coriacea обухвата већи број држава. 
Врста је присутна у Гвајани, Мексику, Венецуели, Шпанији, Чилеу, Самои, Порторику, Барбадосу, САД, Кини, Аустралији, Бразилу, Колумбији, Италији, Тајланду, Бурми, Малезији, Индонезији, Јужноафричкој Републици, Анголи, Панами, Никарагви, Костарици, Гватемали, Хондурасу, Еквадору, Соломоновим острвима, Фиџију, Папуи Новој Гвинеји, Албанији, Салвадору, Куби, Хаитију, Доминиканској Републици, Светом Винсенту и Гренадинију, Светом Китсу и Невису, Светој Луцији, Суринаму, Антигви и Барбуди, Бахамским острвима, Доминици, Тринидаду и Тобагу, Гваделупу, Мартинику, Француској Гвајани, Бенину, Обали Слоноваче, Еритреји, Гани, Либерији, Мозамбику, Сенегалу, Тогу, Аруби, Гренади, Холандским Антилима, Девичанским острвима, Бахреину и Шри Ланци.

## Станиште
Врста је присутна на подручју Атлантика, Пацифика, и Индијског океана.

## Начин живота
Врста Dermochelys coriacea прави гнезда. Храни се скоро искључиво медузама.